# Premios Internacionales de Periodismo Rey de España
Los Premios Internacionales de Periodismo Rey de España, entregados desde 1983 por la Agencia EFE y la Agencia Española de Cooperación Internacional para el Desarrollo a lo mejor del periodismo mundial cada año, se encuentran entre lo más prestigioso de su gremio.

## Premios
Los Premios Internacionales de Periodismo Rey de España tienen por objeto reconocer la labor informativa de los profesionales del periodismo en lengua española y portuguesa de los Estados que integran la Comunidad Iberoamericana de Naciones y de las naciones con las que España mantiene vínculos de naturaleza histórica y relaciones culturales y de cooperación. Se conceden anualmente desde el año 1983, en el que fueron creados por la Agencia EFE y la Agencia Española de Cooperación Internacional para el Desarrollo (AECID). 
Los premios reconocen la calidad de trabajos publicados que contribuyan a la comunicación y al mutuo conocimiento entre los países iberoamericanos y aquellos con los que España mantiene lazos históricos, culturales y de cooperación. Asimismo, distinguen aquellos trabajos relacionados con el medioambiente y la sostenibilidad -esenciales para la supervivencia del planeta y la evolución hacia un desarrollo inclusivo- y los trabajos relacionados con la cultura, y su capacidad para promover la participación ciudadana, la innovación y la cohesión social, aspectos todos ellos que contribuyen a la consecución de un mundo mejor.pintor 

## Galardón
El galardón consiste en una escultura y una dotación económica para cada modalidad.
LA ESCULTURA: La escultura de bronce que constituye el trofeo de los Premios Internacionales de Periodismo Rey de España, es entregada por su Majestad el Rey de España, don Felipe VI.
LA OBRA: La escultura, obra de Joaquín Vaquero Turcios, representa la bandera de la Comunidad Iberoamericana de Naciones, la unión cultural de los pueblos ibéricos con América. El artista, fallecido en 2010, se inspiró en el viento como aliado, las velas como instrumentos y la bandera como símbolo para llegar a las Américas.
EL ESCULTOR
Joaquín Vaquero Turcios (Madrid, 1933 – Santander, 2010) fue un escultor y pintor español, de sangre hispanoamericana y sobrino nieto de Rubén Darío. Miembro de la Real Academia de Bellas Artes de San Fernando, posee entre otras, las siguientes distinciones: Gran Premio de la Bienal de París, Medalla de Oro de la Bienal de Salzburgo y Medalla del Presidente de la República Italiana.

## El jurado
La presidencia y vicepresidencia del jurado corresponderán, alternativamente en cada convocatoria, a un representante de la Secretaría de Estado de Cooperación Internacional y para Iberoamérica y el Caribe y a otro de la Agencia EFE.
El jurado estará integrado también por cinco profesionales de reconocido prestigio de los países relacionados en el punto 1 de estas bases .
Actuará como secretario del jurado, con voz pero sin voto, una persona designada por la Agencia EFE y la AECID.
El procedimiento de la concesión de los premios se inspirará en los principios de publicidad, transparencia, objetividad, igualdad y no discriminación, mediante la valoración de las candidaturas propuestas, siguiendo los criterios de rigurosidad y calidad. El jurado se pronunciará por la mayoría de los votos emitidos. En las votaciones solamente se tendrán en cuenta los votos emitidos por los miembros del jurado que asistan personalmente a las reuniones.
El jurado podrá valorar si un trabajo presentado a una candidatura se ajusta más a otra y que participe en esta última.
Los premios podrán declararse desiertos si, a juicio del jurado, la calidad de las propuestas recibidas no alcanza el nivel exigido. Los premios no podrán ser divididos ni compartidos.
El fallo del Jurado será inapelable y el solo hecho de participar en el concurso supone la plena aceptación de las bases de la convocatoria y la conformidad total con las decisiones que adopte el Jurado.
El fallo del jurado se producirá en el país y en la fecha que decidan la Agencia EFE y la Secretaría de Estado de Cooperación Internacional y para el Desarrollo a través de la AECID.
Si al producirse el fallo del premio éste recayera en un autor fallecido, su importe se entregará al heredero o herederos legales del galardonado.
Tanto la aceptación del premio como su renuncia deberán hacerse de forma expresa.
En caso de renuncia, la organización podrá resolver si se concede al primero de los suplentes dentro de la misma categoría o si se declara desierto.

## Galardonados

### 2020
XXXVIII Edición:
- Premio especial iberoamericano de periodismo ambiental y desarrollo sostenible	Otorgado a Catarina Isabel Canelas Gonçalves, de Portugal, por el trabajo “Plástico: o novo continente”, emitido por la cadena portuguesa TVI, el 10 de agosto de 2020.
- Premio de prensa	Concedido a Pedro Simón Esteban, de España, por el trabajo “Hugo, historia de un corazón”, publicado en El Mundo, el 30 de septiembre de 2019.
- Premio de televisión	Otorgado a Nayare Menoyo, de Cuba, por el trabajo “Leonardo Padura, una historia escuálida y conmovedora”, emitido por el Festival Internacional de Cine de La Habana, el 16 de diciembre de 2019.
- Premio radio	Concedido a Juan David Cardozo, Camila Andrea Sarmiento Méndez y Julio Sánchez Cristo, de Colombia, por el trabajo “Cliver Alcalá: El general (r) venezolano que confesó su plan para asesinar a Nicolás Maduro”, emitido en W Radio Colombia, el 26 de marzo de 2020.
- Premio de fotografía	Otorgado a Carlos Alberto Emilio Velásquez Piedrahíta, de Colombia, por la imagen “El último abrazo”, publicada en Q´hubo Medellín, el 25 de julio de 2020.
- Premio de periodismo digital	Otorgado a Tania Soledad Opazo, de Chile, por el trabajo “Los vídeos del estallido social”, publicado en La Tercera, el 18 de diciembre de 2019.
- Premio iberoamericano de periodismo	Otorgado a Jhon Torres Martínez de Colombia, por el trabajo “Migrantes: resistir en medio de la pandemia”, publicado en el diario colombiano El Tiempo, el 16 de junio de 2020.
- Premio Cultural y Desarrollo Social	Otorgado a Inger Díaz Barriga Lealy equipo, de México, por el trabajo “Calladitas nunca más”, publicado por Univisión Noticias Digital, el 4 de marzo de 2020.
- Premio al medio de comunicación destacado de iberoamérica	Otorgado a El Periódico de Guatemala, con 25 años de historia, por su ejercicio de buen periodismo de investigación.

### 2019
XXXVII Edición:
- Premio especial iberoamericano de periodismo ambiental y desarrollo sostenible	Otorgado por mayoría, a Sofia de Palma Rodrigues y equipo, de Portugal, por el trabajo «Terra de todos, terra de alguns», emitido por RTP África/Divergente.pt el 29 de diciembre de 2018.
- Premio de prensa	Concedido por unanimidad a Luis Fernando Soria Sejas, de Bolivia, por el trabajo «La esencia de la tiranía», publicado en El Deber, el 22 de junio de 2019.
- Premio de televisión	Otorgado por mayoría a Gustavo Marcelo Costa y equipo, de Brasil, por el programa «A Besta», emitido por Record TV en julio de 2019.
- Premio radio	Concedido por unanimidad a Linda Carolay Morales Pérez, de Portugal, por el trabajo «Milagro del destino», por RCN Radio el 23 de julio de 2019.

Premio de fotografía	Otorgado por mayoría a Manuel Salvador Saldarriaga Quintero, de Colombia, por la fotografía «La vida estudiantil en la comunidad el Guamo», serie de 3 fotografías publicadas en el periódico El Colombiano, el 7 de octubre de 2018.
- Premio de periodismo digital	Otorgado por unanimidad a Miriam Herranz, de España, en representación del equipo de RTVE_El Lab de RTVE.es, por el trabajo «Mil Mujeres Asesinadas», emitido en RTVE_El Lab, el 19 de junio de 2019.
- Premio iberoamericano de periodismo	otorgado por unanimidad a Ricardo Calderón Villegas y equipo, de Colombia, por el trabajo «Operación silencio», publicado en la revista Semana de Colombia el 23 de junio de 2019.
- Premio Cultural y Desarrollo Social	otorgado por unanimidad a César Vallejo de Castro y equipo, de España, por el trabajo “Nosotrxs Somos”, emitido por RTVE_La 2 y Playz el 31 de mayo de 2019.
- Premio al medio de comunicación destacado de iberoamérica	Otorgado por mayoría a revista 5W, de España, de información internacional en lengua española, dirigida por Agus Morales y un pequeño equipo, heterogéneo y multidisciplinar, por su ejercicio del periodismo narrativo en Iberoamérica.
- Mención Honorífica (excepcional, fuera de concurso)	Otorgada por unanimidad al Archivo de EFE, ubicado en la sede central de la Agencia EFE, en España. El jurado ha valorado la importancia del archivo porque concentra el trabajo en todo el mundo de miles de profesionales de la agencia durante 80 años. Es la historia de EFE y la historia de España y el mundo, cuidado con mimo por los responsables la agencia y conservado por todos los presidentes de EFE. Contiene 20 millones de fotografías -12 millones de ellas digitalizadas-, además de 24 millones de noticias y documentos y 300.000 vídeos documentados y digitalizados. Constituye un patrimonio cultural e informativo único, cuya conservación atañe a todas las instituciones públicas.

### 2018
XXXVI Edición:
- Wilfredo Miranda Aburto, de Nicaragua, Premio Iberoamericano por un artículo de investigación sobre la represión de las protestas contra el Gobierno de Nicaragua.[3][4][5]
- Diego Cabot, de Argentina, fue reconocido por Los cuadernos de las coimas, sobre las denuncias de corrupción en el gobierno kirchnerista.[6][5][4][3] publicadas en La Nación sobre fotos de cuadernos que luego fueron quemados.
- Maruelina Primera, de Venezuela, Premio Digital Rey de España por la serie titulada "De migrantes a refugiados: el nuevo drama centroamericano".[7][5][8]
- Francisco Moreno Fernández XV Premio Don Quijote por el artículo "La represión lingüística del español en Estados Unidos", publicado en The New York Times en español.[4][3][5]
- Conchi Cejudo, de España, Cadena Ser, Premio de Radio por la serie de reportajes "Vidas enterradas" sobre los asesinados en la guerra civil española y la dictadura de Francisco Franco.[4][3]
- Nuno Andrés Ferreira, de Portugal, Premio de Fotografía.[4][3][5]
- Roberto Navia Gabriel, Premio Especial Iberoamericano de Periodismo Ambiental y Sostenible por denunciar la caza ilegal e indiscriminada de jaguares en Bolivia en El Deber.[4][3][5]
- Marcelo Magalhaes, junto con su equipo, recibió el Premio de Televisión.[4][3][5]
- Joaquín López-Dóriga, de México, Mención Honorífica a su larga carrera televisiva.[4][3][5]
- La agencia Amazonia Real, de Brasil, Medio de Comunicación más Destacado de Iberoamérica.[4][3][5]

### 2017
XXXV Edición:
Los galardones fueron para:
- Televisión, a Alexánder Rivera González, de Costa Rica, por el programa “El país donde nunca es primavera”, emitido en Televisora de Costa Rica-Teletica Canal 7, en noviembre de 2016.

- Radio, a Rute Isabel da Silva Fonseca, de Portugal, por el programa "A alma dos Capela", de 37 minutos, emitido por TSF Rádio Notícias el 19 de enero de 2017.

- Fotografía, a Santiago Saldarriaga Quintero, de Colombia, por la fotografía “El reto de volver a levantarse”, publicada en El Tiempo el 9 de abril de 2017.

- Prensa, a Alicia Hernández Sánchez, por el trabajo “En La Guajira venezolana, los niños abandonan la escuela para vender gasolina”, en The New York Times, de Estados Unidos, el 9 de febrero de 2017.

- Periodismo digital, a Patrícia Toledo de Campos Mello, de Brasil, por el trabajo “Un mundo de muros”, publicado en la Folha de S.Paulo el 26 de junio de 2017.

- Premio especial iberoamericano de periodismo ambiental y desarrollo sostenible, a Julio Batista Rodríguez, por el trabajo “Las aguas muertas del Havana Club”, publicado en Periodismo de Barrio, el 28 de agosto de 2017.

- Premio iberoamericano de periodismo, a Juan Roberto Mascardi Vigani, por el artículo “Farré, el jugador que se había olvidado de hacer goles”, publicado en La Voz del Interior (Córdoba) el 10 de julio de 2017.

- Premio al medio de comunicación destacado de iberoamérica, al diario El País, por su relevancia durante la transición en España y por ser uno de los más destacados del periodo democrático, en su 40.º aniversario.

### 2016
XXXIV Edición:
- Periodismo ambiental y desarrollo sostenible, a Patricia Gómez y equipo, de Colombia, por el trabajo Plomo: veneno invisible, emitido por RCN Televisión el 15 de agosto de 2016.
- Prensa, a Vinicius Jorge Carneiro Sassine, de Brasil, por el trabajo Recusas da FAB impedem transplantes de 153 órgãos, del especial Saúde em segundo Plano, publicado en el diario O Globo el 5 de junio de 2016.
- Televisión a Carlos Loret de Mola, de México, por el programa Éxodo, de 50 minutos, emitido en el programa Despierta, de Televisa, el 25 de agosto de 2016.
- Radio Concedido, a Jordi Basté, director de El Mon a RAC1, el programa en catalán con mayor audiencia en Cataluña, por Atentados en París, emitido por RAC1 el 13 de noviembre de 2015.
- Fotografía, a Yander Alberto Zamora de los Reyes, de Cuba, por Llegada del Air Force One, publicada en diarios de tirada internacional, en marzo de 2016.
- Periodismo digital, a Gregorio Rodríguez Ramos, en representación del equipo de especiales del diario EL PAÍS, por el trabajo 40 años del 20 N: La transformación de un país, publicado en noviembre de 2015.
- Premio iberoamericano, a Carmen Posadas, nacida en Uruguay, por el artículo Soñar en español, publicado el 8 de agosto de 2016.
- Mención honorífica, al boliviano Genciano Pedriel Jare y equipo, por el trabajo Día internacional de acción por la salud de la mujer. Una tragedia evitable, publicado en ahorasemanal.com el 25 de mayo de 2016.

### 2015
XXXIII Edición:
En la XXXIII edición, los ganadores fueron:
- Periodismo Digital, Jeronimo Giorgi Boero, de Uruguay, y Angelo Attanasio, de Italia, por “Connecting Africa Archivado el 16 de enero de 2017 en Wayback Machine.”, publicado en la web de El Periódico de Cataluña, España, el 28 de junio de 2015.
- Televisión, Marcelo Magalhães y equipo, de Brasil, por el programa “Kalungas: as eternas escravas”, emitido en el programa “Reporter Record Investigação”, de Rede Record el 15 de junio de 2015.
- Radio, Abdel Padilla Vargas y José Luis Mendoza, de Bolivia, por “Feminicidio y violencia contra la mujer en Bolivia”, de 38 minutos de duración, emitido en el programa "Plaza Municipal” de Radio Fides el 8 de noviembre de 2014.
- Fotografía, Domingos Peixoto (Brasil)
- Prensa, Catarina Gomes, de Portugal, por “Quem é o filho que António deixou na guerra”, publicado en el diario “Público” el 21 de junio de 2015.
- Premio Especial Iberoamericano de Periodismo Ambiental y Desarrollo Sostenible, Santiago Cárdenas Herrera y Manuel Saldarriaga Quintero, de Colombia, por el trabajo “Mercurio, un monstruo dormido en Antioquia”, publicado en elcolombiano.com el 24 de noviembre de 2014.
- Premio iberoamericano, Carlos Herrera Crusset, de España, por el artículo “Zabludovsky”, publicado en el diario ABC el 3 de julio de 2015.
- Premio Don Quijote de Periodismo, Mario Vargas Llosa (Perú).

### 2014
XXXII Edición:
En XXXII edición, ganaron:
- Televisión, Juan Carlos Iragorri (Colombia)
- Radio, Margarita Esparza Moles (España), por "Guías turísticos sin techo".
- Fotografía, Domingos Peixoto (Brasil)
- Prensa, Roberto Navia Gabriel (Bolivia)
- Periodismo Digital, José Fernando López, María Arce y equipo (Estados Unidos) por el especial multimedia "Niños de la frontera: Atrapados en el Limbo", publicado en la página La Huella Digital, proyecto de reportajes en profundidad y nuevas narrativas de UnivisionNoticias.com.
- Premio Especial Iberoamericano de Periodismo Ambiental y Desarrollo Sostenible, Nuria Mejías Ruiz, José Luis Fernández Cabeza (España)
- Premio Don Quijote de Periodismo, Fernando Iwasaki (Perú)

### 2013
XXXI Edición:
En la XXXI edición:
- Premio especial iberoamericano de periodismo ambiental y desarrollo sostenible: Octavio Enríquez, de Nicaragua, por el reportaje "Mafia del granadillo", emitido en la revista televisiva "Esta semana", del Canal 12, el 9 de diciembre de 2012.
- Premio de prensa: José María Irujo, de España, por "La vida oculta del asesino de Yolanda", publicada en el diario "El País" el 24 de febrero de 2013.
- Premio de televisión: Lourdes Torres y equipo, de Estados Unidos, por la segunda parte del programa "El gran encuentro", emitido por Noticias Univisión el 20 de septiembre de 2012.
- Premio radio: Renata Colombo y Fábio Almeida, de Brasil, por "Império da Areia: a dragagem que mata o Jacuí", emitido por Rádio Gaúcha de Porto Alegre el 14 de enero de 2013.
- Premio de fotografía: Pedro Armestre, de España, por una fotografía publicada en "El Periódico de Catalunya" el 14 de julio de 2013 y en otros medios de España y del resto del mundo, en la que se ve la calle Estafeta de Pamplona abarrotada en el primer encierro de San Fermín.
- Premio de periodismo digital: Fernando Irigaray y el equipo de la Dirección de Comunicación Multimedial de la Universidad Nacional de Rosario, de Argentina, por "Calles perdidas: el avance del narcotráfico en la ciudad de Rosario", dentro del proyecto "Documedia: periodismo social multimedia", publicado el 29 de marzo de 2013.
- Mención honorífica: Juan Carlos Iragorri y equipo, de Estados Unidos, por el programa "Club de Prensa Plus", emitido en 18 países por el canal internacional NTN24 el 24 de mayo de 2013, en la categoría Televisión.
- Jesús Peña Sánchez, de México, por "Confesiones de un tatuador", publicado en el suplemento "Semanario" del diario "Vanguardia", el 11 de marzo de 2013, en la categoría de Don Quijote.

### 2012
XXX Edición:
IX Premio Don Quijote de Periodismo: Federico Bianchini, por el artículo El supremo anfibio, publicado en la revista digital Anfibia, sobre el juez de la Corte Suprema de Argentina, Raúl Zaffaroni.
- Televisión: Bernardo Gómez Martínez y Leopoldo Gómez González (México), directivos de la cadena mexicana Televisa, por El último caudillo, un reportaje sobre la revolución mexicana.
- Radio: Julio Sánchez Cristo, director de W Radio de la Cadena Caracol (Colombia), por la investigación sobre los incidentes protagonizados por escoltas del presidente de los Estados Unidos durante la cumbre de Cartagena de Indias.
- Fotografía: Wilton de Sousa Júnior (Brasil), por la fotografía de una protesta indígena en Río de Janeiro, publicada en el diario O Estado de Sao Paulo el 24 de junio de 2012.
- Prensa: Antonio Baquero Iglesias, Michele Catanzaro y Ángela Biesot Vico, equipo de reporteros de El Periódico de Cataluña, por El caso Óscar, un trabajo con el que consiguieron que un barcelonés saliera en libertad tras vivir un calvario judicial en España e Italia al ser confundido con un narcotraficante.
- Periodismo Digital: José Antonio Sánchez y equipo (Colombia), por el trabajo multimedia Cuatro años para salvar el agua de Bogotá, sobre los problemas del abastecimiento y calidad del agua en la capital colombiana, publicado en la edición digital de El Tiempo.
- Premio Especial Iberoamericano de Periodismo Ambiental: Jack Lo Lau (Perú), por el trabajo Una cita con tu bolsa de basura a medianoche, publicado por la revista Etiqueta Verde en septiembre de 2011.

### 2011
XXIX Edición:
- Premio iberoamericano: Fernando Molina, de Bolivia, por su trabajo "Pensar Hispanoamérica: el inicio", publicado en el diario "Página Siete" el 28 de agosto de 2011.
- Premio de prensa: Dalia Martínez Delgado y Humberto Padgett León, de México, por su trabajo "La república marihuanera. Así gobiernan los caballeros templarios", publicado en la revista "emeequis" el 8 de agosto de 2011.
- Premio de televisión: Héctor Hernán Higuera Pizanan y Antonio Eduardo Narváez Jácome, de Ecuador, por "30 de septiembre: entre la vida y la muerte", emitido por Ecuavisa el 30 de septiembre de 2010.
- Premio radio: Alberto Emilio Recanatini Méndez y equipo, de Argentina, por el trabajo "Made in Bajo Flores", emitido en el programa "Revuelto Gramajo" por FM La Tribu el 13 de marzo de 2011.
- Premio de fotografía: Wilton de Sousa Júnior, de Brasil, por una fotografía de la presidenta de Brasil, Dilma Rousseff, publicada en el diario "O Estado de S. Paulo" el 21 de agosto de 2011 y en la revista "Veja" el 31 de agosto del mismo año.
- Premio de periodismo digital: Pablo Loscri y equipo, de Argentina, por el reportaje "Juicio a las Juntas", publicado en "clarin.com" el 9 de diciembre de 2010.

### 2010
XXVIII Edición:
- Premio Iberoamericano: Diana Fernández Irusta, de Argentina del diario "La Nación Revista ", por su trabajo "Aún testigos", publicado el 15 de noviembre de 2009.
- Prensa: José Enrique Guarnizo Álvarez, de Colombia, por su trabajo "Urabá, otro 'hueco' entre Colombia y la USA", publicado en el diario "El Colombiano" de Medellín el 6 de junio de 2010.
- Televisión: Víctor Hugo Deossa Rojas y Waldir Ochoa Guzmá de Colombia por "La Verdad", un reportaje emitido en el programa "La línea", del Canal Televida de Medellín, el 22 de abril de 2010.
- Radio: João Francisco Guerreiro, de Portugal, por el programa "Missão Haiti", emitido por TSF - Rádio Notícias el 11 de febrero de 2010.
- Fotografía: Daniel Aguilar Rodríguez, de México, por una fotografía de la serie "Las venas abiertas de Puerto Príncipe", publicada en la revista "Emeequis" el 25 de enero de 2010.
- Periodismo Digital: Sonia Aparicio y equipo de Especiales de elmundo.es, de España, por "100 años de la Gran Vía", y que fue publicado el 11 de marzo de 2010.
- Mención Honorífica: Daniel Aguilar Rodríguez, de México, por el reportaje "Las muertas del Edomex son muchas más que las de Juárez", publicado en la revista "Emeequis" el 12 de abril de 2010.

### 2009
XXXVII Edición
- Premio iberoamericano: Juan Villoro, de México, por su trabajo “La alfombra roja, el imperio del narcoterrorismo”, publicado en el diario “El Periódico de Catalunya” el 1 de febrero de 2009.
- Premio de prensa: Eliane Brum, de Brasil, por su trabajo O islã dos manos, publicado en la revista “Época” el 2 de febrero de 2009.
- Premio de televisión: Antonio Parreño y Rosa de Santos, de España, por “Ellacuría, crimen sin castigo”, un reportaje emitido en el programa “En portada” de La 2 de Televisión Española, el 24 de mayo de 2009.
- Premio radio: Nieves Concostrina, de España, por el primer programa de la serie “Acércate al Quijote”, emitido por Radio Nacional de España el 27 de julio de 2009.
- Premio de fotografía: Manuel Saldarriaga, de Colombia, por una fotografía de la serie “Inocencia en medio de la coca”, publicada en el diario “El Colombiano” de Medellín el 12 de abril de 2009.
- Premio de periodismo digital: María Arce y Paula Lugones, de Argentina, por Ruta 66, el largo camino hacia la Casa Blanca, publicado en Clarín.com el 10 de octubre de 2008.

### 2008
XXXVI Edición
Los ganadores:
- Premio Iberoamericano: Mikel Urretavizcaya, de España, por su trabajo "El secreto de Urdaneta", de 59 minutos de duración, emitido por el Canal 1 de ETB el 31 de julio de 2008.
- Premio de prensa: Equipo del diario "O Dia" de Río de Janeiro, Brasil, autor del trabajo "Política do terror", publicado los días 1 y 2 de junio de 2008.
- Premio de televisión: Amaro Gómez-Pablos Benavides, de Chile, por "Guantánamo, acceso exclusivo a la cárcel más controvertida", un reportaje de 55 minutos de duración, emitido en el programa "360º: Ventana al mundo" de la Televisión Nacional de Chile, el 17 de marzo de 2008.
- Premio radio: Jade Ramírez Cuevas Villanueva y Priscila Hernández Flores, de México, por "La discriminación viaja por Avianca", de 23 minutos de duración, emitido en el programa "Epicentro" de Radio Universidad de Guadalajara, el 7 de abril de 2008.
- Premio de fotografía: Gervasio Sánchez, de España, por una fotografía de la serie "Vidas minadas, 10 años después", publicada en el suplemento "Magazine" del diario "La Vanguardia" y en el diario "Heraldo de Aragón", el 18 de noviembre de 2007.
- Premio de periodismo digital: Paola Andrea Vilamarín, Carlos Andrés Vega y su equipo, de Colombia, por "10 historias inéditas en la cultura colombiana" [13], publicado en eltiempo.com el 4 de abril de 2008 [14].

### 2007
XXXV Edición
- Premio Iberoamericano: Javier Drovetto de Argentina, del diario Clarín. Por el reportaje Viaje por la ruta 14, un camino interrumpido por las coimas sobre corrupción policial. Lo compartió con el periodista brasileño Rodrigo Cavalheiro.
- Prensa: Alejandro Santos de Colombia, director de la revista Semana, por una serie de reportajes sobre el complejo tema de la parapolítica en su país. Además de José Navia y Juan Pablo Noriega ambos de Colombia, del diario El Tiempo (Colombia), en la modalidad de periodismo digital por el tema de los Yukpas.
- Televisión: Juan Antonio Sacaluga de España, por cuatro capítulos de La lucha de las mujeres presentado en el programa En Portada de TVE.
- Radio: Fran Sevilla, de España, por el reportaje Las madres de Juárez que fue transmitido por RNE para Centroamérica.
- Fotografía: Raúl Estrella del diario El Universal, por una fotografía del conflicto en Oaxaca, con lo cual se convertía en el segundo mexicano en ganar el premio.[15]

### 2006
XXXIV Edición
- Premio Iberoamericano: Martín Mucha, de España del diario "El Mundo"
- Prensa: Silvina Heguy y Julio César Rodríguez, de Argentina por el reportaje "Tráfico de bebés"
- Televisión: Federico Neves de Brasil por "Falcão: Meninos do Tráfico" (Niños Involucrados en el Tráfico)
- Radio: Sandra Camps, de España por "Voces Silenciadas"
- Fotografía: Marcelo Carnaval, de Brasil por la fotografía "Mãe" (Madre)

### Años anteriores
- Anexo:Premios Rey de España

## Otros
De entre más de un centenar, algunos galardonados han sido: Hernando y Enrique Santos Calderón, de El Tiempo; Andrés Pastrana (en dos ocasiones) y Darío Arizmendi, de Colombia; Jacobo Zabludovsky, de México; Sebastiao Ribeiro Salgado, de Brasil; el expresidente Carlos Mesa, de Bolivia; Jesús Quintero, Luis del Olmo y Javier Espinosa Robles, de España.
En 2001, los premios se otorgaron, entre otros, al columnista del Nuevo Herald, Andrés Oppenheimer, a la periodista venezolana Patricia Poleo y al español de origen colombiano, Juan Restrepo. 
En 2002, Luis Alfonso Fernández, reportero de la cadena venezolana de televisión Venevisión, fue galardonado con el premio por el reportaje «La masacre en el centro de Caracas», emitido el 11 de abril de 2002, durante los sucesos de Puente Llaguno.
De Argentina: María Seoane, Sergio Ciancaglini (1986 –por las Crónicas del Apocalipsis, la cobertura del Juicio a las Juntas, junto a Granovsky-), Martín Granovsky (1986-1988 –por su relato irónico de la Rebelión carapintada de Monte Caseros-), Martín Caparrós (por sus crónicas), Roman Lejtman (1992 –por el Yomagate que implicó a la familia presidencial-) y Daniel Santoro (1995 –por Venta de Armas, el tráfico que implicó al Presidente-).